# LETGS

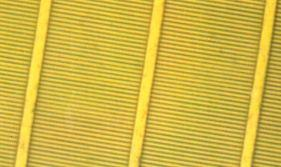
Mikroskopaufnahme eines LETGS-Gitters. Das eigentliche Beugungsgitter besitzt eine Gitterkonstante von 1 µm. Auch ein gröberes Stützgitter ist sichtbar.

Das LETGS, oft auch nur LETG (von engl. Low Energy Transmission Gratings [Spectrometer]), ist eines der Spektrometer des Röntgensatelliten Chandra.
Es besteht aus 540 einzelnen Transmissionsgitterfacetten die von einer ringförmigen Trägerstruktur gehalten werden und sehr präzise justiert sind. Jede Gitterfacette besteht aus einem, auf einem Stahlring von 1,5 cm Durchmesser aufgebrachten, Goldgitter mit einer Gitterkonstante von 1 µm. Das LETGS kann im Satelliten mechanisch hinter dem Wolterteleskop in Position gebracht werden.
Das LETGS wurde vom Max-Planck-Institut für extraterrestrische Physik (MPE) in Garching bei München zusammen mit SRON (Stichting Ruimteonderzoek Nederland) entwickelt und gebaut.